# 咀嚼運動
咀嚼運動（そしゃくうんどう、英: masticatory movement）とは、咀嚼時の顎運動のことを示す。食物摂取に際して、嚥下の前に食物を噛み切る（咬断）、かみくだく（粉砕）、すりつぶす（臼磨）などの動作が含まれる。

## 概要
咀嚼運動は、咀嚼時に随意的あるいは反射的に行われる下顎の機能運動である。咀嚼運動はふたつの運動が組み合わさって行われる。ひとつは、食物を噛み切るときに行われる切裁運動で、これは主に切歯と犬歯とによって行われる。他のひとつは、食物を粉砕するときに行われる臼磨運動で、これは、小臼歯と大臼歯によって営まれる。咀嚼時にみられる下顎の運動経路をチューイング・サイクルと呼び、切歯点を標準点にして前頭面から観察すると、開口時に咬頭嵌合位から作業側に向かって外下方へ下降し、閉口時にはその外側をとおって上昇し、食物を粉砕しながら再び咬頭嵌合位にもどる。このサイクルは作業側に片寄り、上方に尖形の涙滴状となる。正常な咀嚼運動が行われている場合は、チューイング・サイクルの形態は安定し規則的である。

## 意義
咀嚼運動は、被験者に実際に食物を咀嚼させることにより観察する。その際、下顎の運動が不規則であったり、左右のバランスが異なったり、引っかかり状態を診察する。これらの診察により、顎関節に異常があるかどうかを判断する。